# Majse Aymo-Boot
Majse Aymo-Boot (født 1974) er en dansk forfatter og oversætter. Hun er uddannet fra Forfatterskolen 2000 og er redaktør på Forlaget Basilisk. Hun har bl.a. publiceret i Ildfisken, Hvedekorn, Reception og Glänta. Desuden har hun arbejdet på DR's eksperimentelle radioprogram, Ultralyd. I 2005 sendte Ultralyd Swingers, hendes rapport fra det danske swinger-miljø.
Hun modtog i 2010 Statens treårige arbejdslegat og i 2018 Bisballeprisen.

## Udgivelser
- Venner og bekendte, Basilisk 2001 (digte og billeder, udgivelse sammen med billedkunstneren Anna Fro Vodder)
- Ødelæggelsen 1-11, Anblik 2009
- Spørgsmålene, Basilisk 2012
- Over os hænger en vidunderlig sol, Gyldendal 2014
- Postkort fra Vatikanet, Basilisk 2018 (sammen med fotografen Jan Søndergaard)